# 김지수 (배구 선수)
김지수(1992년 10월 27일 ~ )는 대한민국의 은퇴한 배구 선수로 포지션은 레프트이다. 2010년 11월 23일 열린 2010-2011시즌 여자 신인선수 드래프트에서 창단팀인 화성 IBK기업은행 알토스에 특별지명 형태로 입단했다. 2012년 2:2트레이드로 GS칼텍스 배구단으로 팀을 옮겼다. 이후 2016년에 임의탈퇴 형식으로 은퇴했다.
2017년 5월 배구 선수 출신인 하민우와 결혼하여 슬하에 자녀 2명을 두고 있다.